# Rajd Tysiąca Jezior 1966

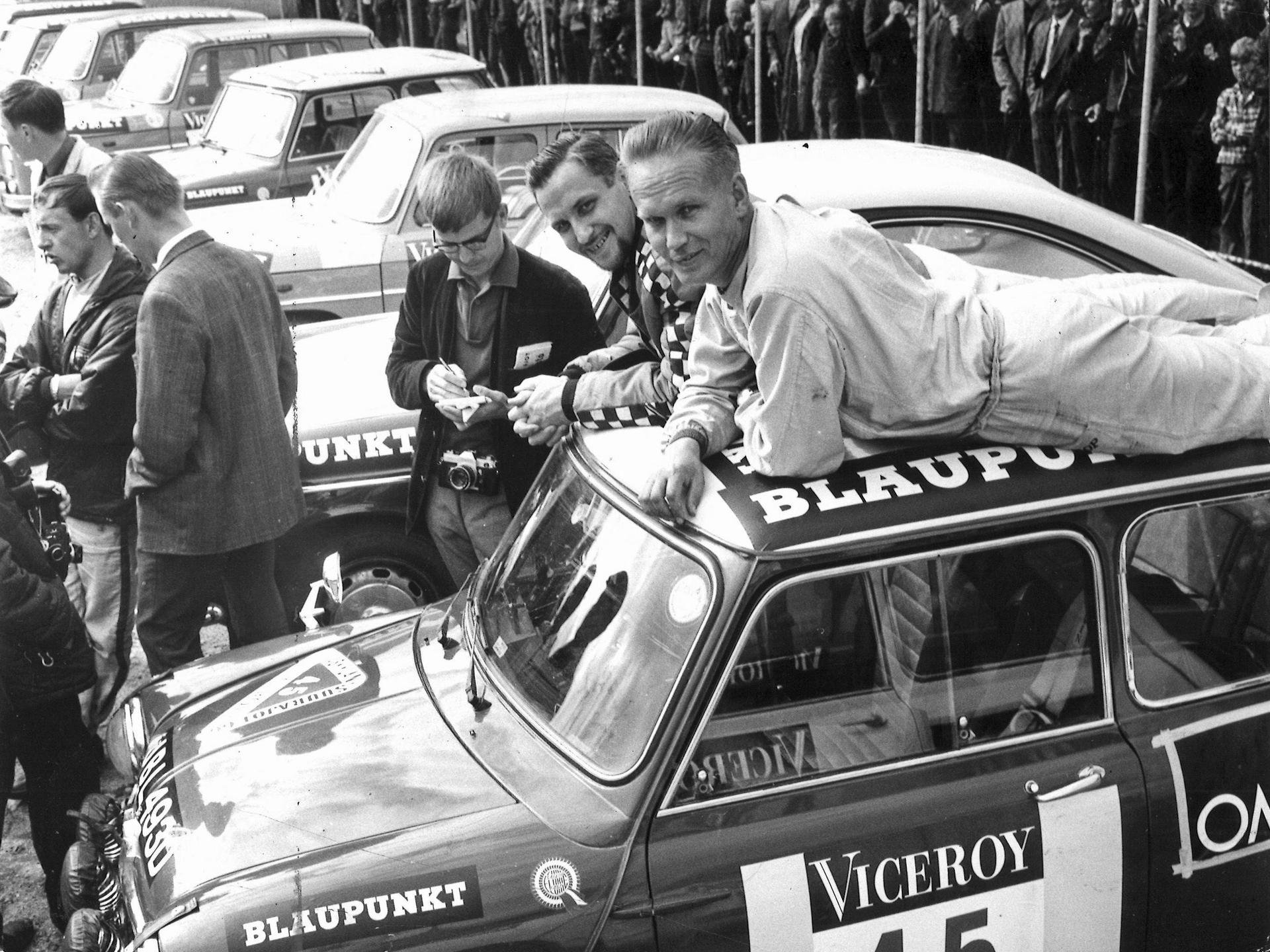
Timo Makinen podczas wygranego 16. Jyväskylän Suurajot - Rally of 1000 Lakes

Rajd 1000 Jezior 1966 (16. Jyväskylän Suurajot - Rally of the 1000 Lakes) – 16. edycja rajdu samochodowego Rajdu 1000 Jezior rozgrywanego w Finlandii. Rozgrywany był od 19 do 21 sierpnia 1966 roku. Była to jedenasta runda Rajdowych Mistrzostw Europy w roku 1966.

## Klasyfikacja rajdu
| Miejsce                      | Kierowca                     | Pilot                        | Samochód                     | Czas                         | Strata                       |                              |
| Klasyfikacja generalna i ERC | Klasyfikacja generalna i ERC | Klasyfikacja generalna i ERC | Klasyfikacja generalna i ERC | Klasyfikacja generalna i ERC | Klasyfikacja generalna i ERC | Klasyfikacja generalna i ERC |
| ---------------------------- | ---------------------------- | ---------------------------- | ---------------------------- | ---------------------------- | ---------------------------- | ---------------------------- |
| 1.                           | Timo Mäkinen                 | Pekka Keskitalo              | Morris Mini Cooper S         | 2:19:28                      | 0.0                          |                              |
| 2.                           | Tom Trana                    | Sölve Andreasson             | Volvo 122                    | 2:21:24                      | +1:56                        |                              |
| 3.                           | Rauno Aaltonen               | Väinö Nurmimaa               | Morris Mini Cooper S         | 2:22:41                      | +3:13                        |                              |
| 4.                           | Risto Virtapuro              | Alfons Stengell              | Volvo 122                    | 2:24:35                      | +5:07                        |                              |
| 5.                           | Simo Lampinen                | Klaus Sohlberg               | Saab 96                      | 2:25:26                      | +5:58                        |                              |
| 6.                           | Jorma Lusenius               | Klaus Lehto                  | Austin Mini Cooper S         | 2:27:03                      | +7:35                        |                              |
| 7.                           | Lars-Ingvar Ytterbring       | Bo Gustaffson                | Morris Cooper S              | 2:27:14                      | +7:46                        |                              |
| 8.                           | Berndt Jansson               | Erik Pettersson              | Renault 8 Gordini            | 2:27:46                      | +8:18                        |                              |
| 9.                           | Atso Aho                     | Juha Raikamo                 | Austin Cooper S              | 2:29:06                      | +9:38                        |                              |
| 10.                          | Osmo Mäkelä                  | Timo Mäkelä                  | Volvo 544                    | 2:29:36                      | +10:08                       |                              |